# Automolus rufipileatus
El ticotico coronicastaño (Automolus rufipileatus), también denominado hojarasquero ojirrojo (en Colombia), rascahojas coronicastaña (en Ecuador), hoja-rasquero de corona castaña (en Perú), tico-tico gorra castaña (en Venezuela) o trepamusgo de coronilla, es una especie de ave paseriforme de la familia Furnariidae, perteneciente al género Automolus. Es nativo del norte y oeste de América del Sur, en la cuenca amazónica y en el escudo guayanés.

## Distribución y hábitat
Se distribuye por una área muy extensa que incluye la base de los Andes desde el oeste de Venezuela, hacia el sur por Colombia, este de Ecuador, este de Perú, noroeste y oeste de Brasil, hasta el noroeste de Bolivia; hacia el este por el sur de Venezuela y norte de Brasil, Guyana, Surinam y Guayana francesa y la porción este de la Amazonia brasileña.
Esta especie es considerada poco común en su hábitat natural, el sotobosque de selvas húmedas, en las zonas inundables, en la tierra firme con estrato inferior con abundante bambú o caña Gynerium, islas fluviales y el bosque de galería, principalmente por debajo de los 750 m de altitud.

## Descripción
En promedio mide 19,8 cm de longitud y pesa 34 g. La corona es de color castaño; el dorso marrón rojizo; la grupa y la cola de color castaño rufo; las partes inferiores marrón amarillento, brillante en la garganta. El iris es anaranjado y el pico negruzco.

## Comportamiento
Es un ave muy furtiva, hasta más que las otras del mismo género. La naturaleza densa de su hábitat no ayuda para su visualización, por eso es mucho más oído que visto. Raramente se junta a bandadas mixtas.

### Alimentación
Se alimenta de invertebrados que busca en las acumulaciones de hojas secas.

### Reproducción
Anida en huecos en los barrancos.

### Vocalización
El canto es una serie de notas muy juntas, agudas, staccato, con timbre decadente, como por ejemplo «d-r-r-r-r-r-r-r-r-r».

## Sistemática

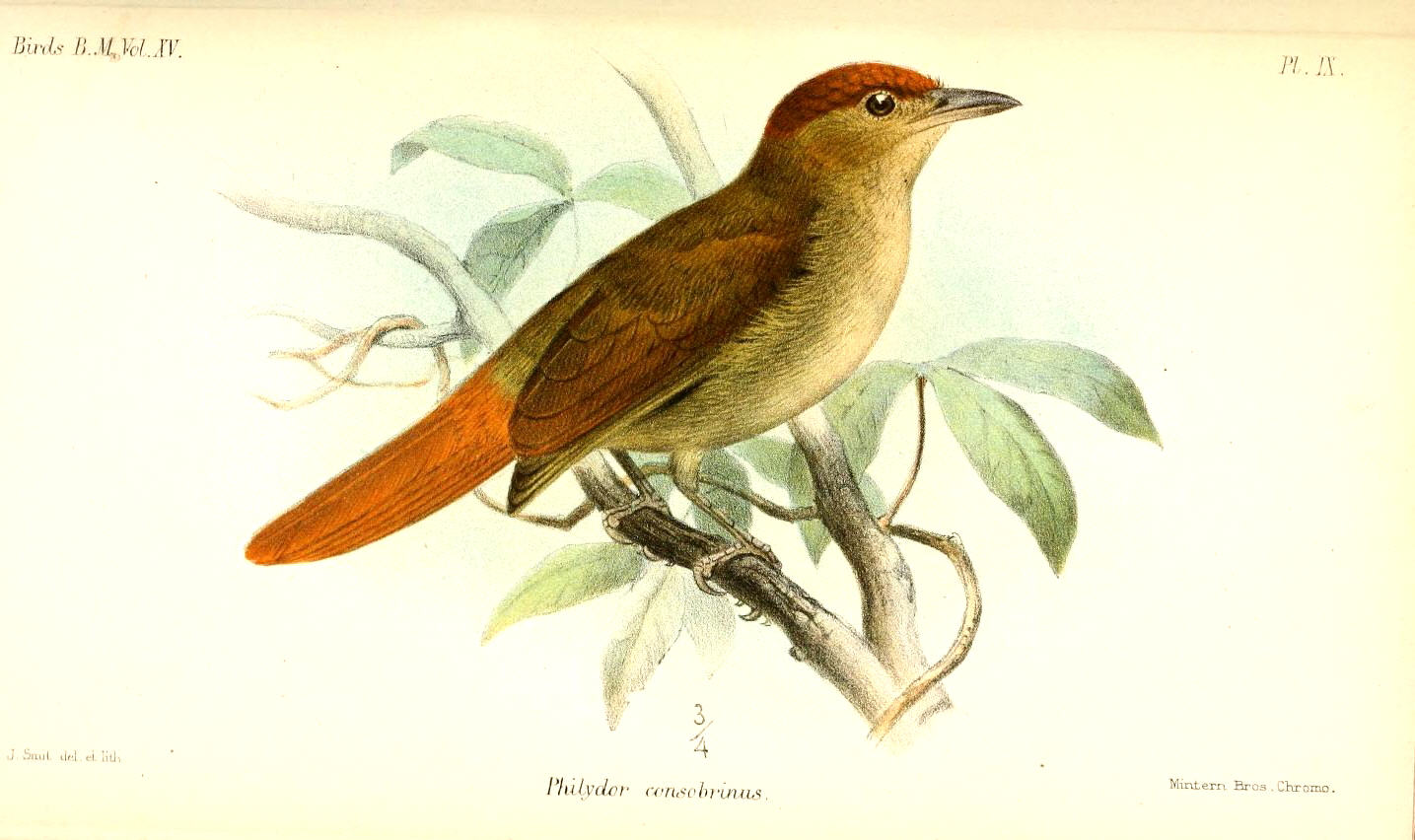
Philydor consobrinus = Automolus rufipileatus consobrinus, ilustración de Joseph Smit en Catalogue of the birds in the British Museum, 1890.

### Descripción original
La especie A. rufipileatus fue descrita por primera vez por el ornitólogo austríaco August von Pelzeln en 1859 bajo el nombre científico Anabates rufipileatus; su localidad tipo es: «Pará, Brasil».

### Etimología
El nombre genérico masculino «Automolus» deriva del griego «automolos»: desertor. y el nombre de la especie «rufipileatus», proviene del latín «rufus»: rojo  y «pilleatus o pileatus»: de gorra; significando «de gorra roja».

### Taxonomía
Los estudios genéticos recientes indican que esta especie es hermana de Automolus melanopezus. La subespecie propuesta maynanus (del sur de Perú y Bolivia) fue descrita como siendo ocráceo más brillante por abajo que la nominal, pero las variaciones individuales impiden un diagnóstico.

### Subespecies
Según las clasificaciones del Congreso Ornitológico Internacional (IOC) y Clements Checklist v.2018, se reconocen dos subespecies, con su correspondiente distribución geográfica:
- Automolus rufipileatus consobrinus (P.L. Sclater, 1870) – norte y oeste de la Amazonia en el este de Colombia (a lo largo de la base de los Andes orientales hacia el sur desde Arauca, en tierras bajas hacia el sur desde Meta), sur de Venezuela (oeste de Barinas hacia el sur a lo largo de la base de los Andes, también en el noroeste de Bolívar, Amazonas) y las Guayanas; al sur por el este de Ecuador, este de Perú, oeste y centro norte de Brasil (al este hasta el río Juruá) y noroeste de Bolivia (al sur hasta Cochabamba).
- Automolus rufipileatus rufipileatus (Pelzeln, 1859) – Brasil al sur del río Amazonas (del río Purus hacia el este hasta el noroeste de Maranhão).